# Khajoori Khas
Khajoori Khas là một thị trấn thống kê (census town) của quận North East thuộc bang Delhi, Ấn Độ.

## Nhân khẩu
Theo điều tra dân số năm 2001 của Ấn Độ, Khajoori Khas có dân số 45.090 người. Phái nam chiếm 54% tổng số dân và phái nữ chiếm 46%. Khajoori Khas có tỷ lệ 53% biết đọc biết viết, thấp hơn tỷ lệ trung bình toàn quốc là 59,5%: tỷ lệ cho phái nam là 60%, và tỷ lệ cho phái nữ là 44%. Tại Khajoori Khas, 20% dân số nhỏ hơn 6 tuổi.